# Кременски езера
Кремѐнски езер̀а, известни още като Джанг̀алските езер̀а, Джанг̀алските гь̀олове, са езерна група в южната част на Северен Пирин, съставена от девет езера (седем постоянни и две пресъхващи), разположени в тесен, но много добре изразен циркус, носещ същото име. Заобиколени са от върховете Сиврия (2591 m) на северозапад и Джано (2668 m) на югозапад и от Кременския рид, завършващ с Кременския връх 2503 m) на изток. Оттичат се чрез малък поток в река Ретиже (десен приток на Места). Като езерна група те са най-големи в цял Пирин със своята сумарна площ от 196 декара и общ воден обем 1 560 000 кубични метра. По големина две от тях заемат второ и четвърто място, а по дълбочина – трето и пето място.
- Най-горното езеро е сравнително малко с кръгла форма – 120 х 110 m и площ 10 декара. Разположено е на 41°41′49″ с. ш. 23°31′07″ и. д. / 41.696944° с. ш. 23.518611° и. д. и на 2359 m н.в. Известно е с името Леденето езеро или Ледения гьол. Следват двете най-големи:

- Горното Кременско езеро е разположено на 41°41′57″ с. ш. 23°31′16″ и. д. / 41.699167° с. ш. 23.521111° и. д. и на 2356,8 m н.в. Размерите му са 335 х 270 m, което прави площ от 66,1 – 70 декара. Дълбоко е 13,6 m и има значителен воден обем от 478 000 m3.

- Долното Кременско езеро е разположено на 41°42′16″ с. ш. 23°31′34″ и. д. / 41.704444° с. ш. 23.526111° и. д. и на 2306,4 m н.в., е най-голямото от тази езерна група и второ по големина в Пирин след Поповото. Площта му е 98 - 100 декара. Със своите 27 m то е на трето място по дълбочина след Поповото и Тевното Василашко езеро. Формата му е продълговата – 500 х 275 m. Водният му обем е 1 000 000 m3.

Под Долното езеро се намират още няколко малки езера, които не са изследвани, някои са по-големи от най-горното, но през лятото пресъхват. Езерата носят името си по село Кремен, в чието землище се намират.

## Туристически маршрути
Основните туристически маршрути в района минават покрай Кременския циркус и езерата в него, поради което те не са много добре познати на туристите.
До езерата се стига най-лесно от долината на река Ретиже и от връх Джано. От Ретиже се тръгва при слива на Кременския поток с реката, на около 2023,6 m н.в. Оттам нагоре водят две пътеки. Едната, по-пряката, върви стръмно покрай десния бряг на Кременския поток и излиза на малка заравненост при двете най-долни Кременски езера, на 2140 m н.в. Другата – по-дълга и полегата – тръгва отново от слива на Кременския поток с река Ретиже, но поема първоначално на изток, а после западно по десния долинен склон на реката. Пътеката отново достига заравнеността при двете долни езера и там се съединява с първата.
През платото пътеката лъкатуши през гъстите клекове между двете езера и излиза при мощния моренен вал под Долното Кременско езеро. Оттам покрай оттока на Долното езеро следва стръмно качване по морените до самото Долно езеро (2306,4 m н.в.). Същата пътека продължава покрай западните брегове на трите най-високи езера, навлизайки дълбоко в южната част на Кременския циркус. Под Джано, пътеката преминава в стръмни серпентини по морените и излиза западно на билото на рида Джангалица, непосредствено до Джано на около 2650 m н.в.